# Johan Abrahamsson Strandberg
Johan Abrahamsson Strandberg, född 7 augusti 1737 i Linköping, död 31 juli 1800 i Stens socken, var en svensk präst.

## Biografi
Johan Abrahamsson Strandberg föddes 7 augusti 1737 i Linköping. Han var son till sämskmakaren Abraham Strandberg och Catharina Blädring. Strandberg studerade i Linköping och blev höstterminen 1756 student vid Uppsala universitet, Uppsala. Han blev 16 juni 1761 magister och prästvigdes 2 augusti samma år. Strandberg blev 16 februari 1763 kollega i Västervik. Den 5 juli 1766 blev han hospitalspredikant i Linköping och slottspredikant vid Linköpings slott. Strandberg blev 13 oktober 1769 komminister i Sankt Lars församling, Linköpings pastorat. Han avlade pastoralexamen 24 maj 1775 och blev 12 november 1783 kyrkoherde i Stens församling, med tillträde 1784. Strandberg blev 22 september 1791 prost och 9 april 1794 kontraktsprost i Aska kontrakt. Johan avled 31 juli 1800 i Stens socken.

### Familj
Strandberg gifte sig första gången 6 augusti 1767 med Margareta Christina Palmeroth (1739–1787). Hon var dotter till kyrkoherden Andreas Palmeroth och Hedvig Margareta Laurbecchius i Väderstads socken. De fick tillsammans barnen Margareta Sophia (1773–1775), Maria Magdalena (1776–1851) och Ulrica (1778–1800).
Strandberg gifte sig andra gången 11 december 1787 med Catharina Elisabeth Wallberg (1746–1796). Hon var dotter till lantmätaren Carl Johan Wallberg och Maria Göthe i Östergötland. Catharina Elisabeth Wallberg hade tidigare varit gift med handlanden och rådmannen Carl Wilhelm Tollbom i Vadstena.
Strandberg gifte sig tredje gången 16 oktober 1796 med Christina Maria Hedberg (född 1763). Hon var dotter till kyrkoherden Magnus Johan Hedberg och Anna Margareta Könsberg i Kristbergs socken. De fick tillsammans barnen Johanna Christina (1797–1857) och Abrahamia Maria (född 1798).